# استئصال اللجام

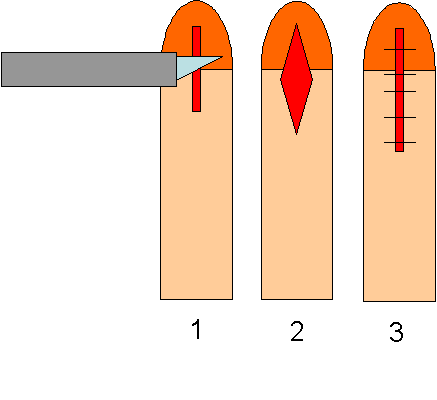

تعرف أيضاً ببَضْعِ (قطع) اللِّجام، وهي عملية إزالة اللِّجام، الذي هو عبارة عن طيّة نسيج صغيرة تمنع العضو في الجسم من الحركة بعيداً. وتشير أيضاً إلى اللِّجام في أماكن متعددة من جسم الإنسان. مرتبطة برأب اللِّجام، وهو تغيير جراحي في اللِّجام. تُجرَى عادةً لأهداف متعلقة بتقويم الأسنان، استئصال اللِّجام تتم إما داخل الجزء الأوسط للشَّفَّة العلوية، وتسمّى استئصال لجام الشَّفَّة، أو تتم أسفل اللِّسان، وتسمى استئصال لجام اللِّسان. يعتبر استئصال اللِّجام إجراء شائع جداً في طب الأسنان ويتم إجراؤه للأطفال والبالغين.
هنالك عدة لُجُم مرتبطة بأنواع استئصال اللِّجام:
- استئصال اللِّجام التناسلي [الإنجليزية] تتم لإزالة اللِّجام من العضو التناسلي.
- استئصال لجام اللِّسان كعلاج لالتصاق اللِّسان.
- استئصال لجام الشَّفَّة [الإنجليزية] شائع جداً مع مرضى طقم الأسنان من أجل الحصول على تطابق مناسب لطقم الأسنان أو مع المرضى الذين لديهم نسيج ملتصق بوسط الشفة العلوية ويسبب انحسار اللثة أو ثغرة بين الأسنان العلوية الأمامية التي تسمى بالقواطع المركزية (الثَّنايا).
- استئصال اللِّجام تتم أيضاً لإزالة جزء من النسيج(اللِّجام) الملتصق بالنسيج اللِثَوِيّ بين سنين.

## اللجام الشفوي
اللجام هو غشاء مخاطي مثني بطيّة واحدة يربط الشفة بالخد والمخاطة السنخية، واللثة مع السمحاق العظمي الذي تغطيه. اللجام الشفوي قد يعرّض صحة اللثة للخطر عندما يلتصق بشكل قريب جداً من الحافة اللثوية؛ إما بسبب تداخل الصفيحات البكتيرية فيما بينهما أو بسبب الشد العضلي المطبق عليه.
بالنسبة للجام الفك العلوي عند تعرضه لأي شذوذ شكلي تبرز مشاكل جمالية في الفم وهذا أيضاً يحد من نجاعة المعالجة التقويمية في الخط الفارق بين الثنيتين العلويتين وهذا قد يعاود الظهور بعد انتهاء المعالجة التقويمية. التدبير لمثل هكذا شذوذ في اللجام يتم حلُّه عبر استئصال اللجام.

## التشخيص
اللجام غير الطبيعي يُكشف عنه بالمعاينة البصرية بتطبيق توتر على اللجام لمشاهدة حركة المقدمة الحليمية للجام أو التغير اللوني في اللجام نحو البياض وهذا ينتج من فقر الدم الموضعي في المنطقة. اللجام يتمثل مرضياً عندما يكون عريضاً بشكل غير طبيعي أو عندما لا تظهر منطقة الاتصال بين اللثة وخط المنتصف أو عندما يتغير مكان الحليمية بين السنية إذا كان اللجام ممتداً.

## العلاج
استئصال اللجام يتم إما عبر المبضع بالتقنية التقليدية أو عبر الجراحة الكهربائية باستخدام الليزر.
التقنية التقليدية تتضمن قطع اللجام بالمبضع، وهي على كل حال تحمل الأخطار النمطية للجراحة مثل النوف الدموي وأعراض أخرى تبعاً لاستجابة المريض.
استخدام الجراحة الكهربائية والليزر قد تم طرحُه حديثاً في استئصال الجام. وقد أيد الباحثون استخدام المسبار الكاوي الكهربائي نظراً لفاعليته وسلامة الإجراء فيه المتمثلة بالنزف المتوسط وغياب اختلاطات ما بعد الجراحة. و على كل حال فهي مصحوبة ببعض الاختلاطات أثناء العمل الجراحي مثل الحرق وخطر الانفجار إذا استعملت غازات قابلة للاشتعال. حديثاً جرت تحسينات على هذه العملية للحد من الاختلاطات مثل تقنية الحرق بشعاع الأرغون (ABC).
مؤخراً قدمت بعض الدراسات تقارير عن سلامة وفعالية استخدام ليزر ثنائي أكسيد الكربون مع بعض المميزات الإضافية كقصر مدة العملية، بساطة الإجراء، غياب الإصابة بإنتانات ما بعد الجراحة، ألم أقل، انتفاخ بسيط وعدم ظهور ندب و/ أو ظهورها بحجم صغير. أمّا بالنسبة للاختلاطات المصاحبة للقطع بالليزر فأهمها تأخر الشفاء مقارنة بتقنية القطع بالمبضع، دقة أقل في الإجراء الجراحي ما قد يؤدي إلى نخر موضعي للنسيج بسبب حرق غير متعمَّد.

## لقراءة المزيد
- Types And Techniques Of Frenectomy